# 王凤雅事件
王凤雅事件是指围绕中华人民共和国河南省太康县三岁女童、眼癌患者王凤雅离世的纷争。在王凤雅被诊断患上视网膜母细胞瘤后，无力承担巨额医疗费的王凤雅父母寻求网络募捐平台和志愿者组织的援助。然而之后双方在治疗方式的选择、募集资金的使用等问题上产生分歧。该事件在5月下旬被广泛传播，引发舆论关注热议。

## 视网膜母细胞癌
视网膜母细胞癌是一种常见于儿童的眼部恶性肿瘤。由于基因突变，视网膜母细胞不再分化成具备感光、形成视力功能的视网膜细胞的，而成为无限增殖、破坏正常细胞组织的癌细胞。将近一半的视网膜母细胞癌是可遗传型。大约四分之三的患者是单侧视网膜母细胞癌（只有一只眼睛患该恶性肿瘤），剩下的约四分之一患者是双侧视网膜母细胞癌（两只眼睛都患该恶性肿瘤）。视网膜母细胞癌的症状有光线照入眼球中时（如照相打光）异常白色或者黄白色的瞳孔、斜视、红眼和眼睛肿胀。
因为视网膜母细胞癌早期症状难以发觉，许多患者就诊时已处于晚期。早期的视网膜母细胞癌生存率较高且多数病例中患者的视力能够保护，台湾的患者数据统计显示，当症状发生与接受治疗的时间间隔超过五个月时，五年存活率由90.9%下降到60.9%。
在美国和欧洲，视网膜母细胞癌患者五年的存活率超过90%。在中等偏上收入国家和低收入国家，平均五年存活率分别是79%和40%。

## 事件经过
王凤雅半岁时发现一个眼发白，家里认为是白内障，想等孩子大些再做手术。
2017年4月27日，飞飞（王凤雅弟弟）在北京嫣然天使儿童医院治疗唇腭裂，术前检查和手术费用由嫣然天使基金承担，家属只需承担交通、住宿费用。
2017年5月，飞飞到北京复查。复查费用由基金会承担，家属只需承担挂号费、路费。
2017年7月，飞飞到北京复查。复查费用由基金会承担，家属只需承担挂号费、路费。
2017年10月29日，杨美芹带王凤雅至太康县人民医院就诊，因王凤雅没有新农合医保，以杨某某(杨美芹哥哥的孩子)名义就诊，CT核磁共振检查查发现是视网膜母细胞瘤，医生要求转院，由于姓名不正确，未能办理新农合转诊。次日王风雅爷爷要求医院开诊断证明，由于姓名不正确，未能开具。
2017年11月2日，11月2日重新拍片，太康县人民医院开具了诊断证明。
2017年11月3日，至郑州大学第一附属医院就诊。
2017年11月3日至29日，王凤雅家属第一次通过水滴筹发起个人求助，筹得捐款12373元。
2017年11月9日，郑州附院专家会诊。郑州医院出具诊断证明，初步诊断脑MRI平扫未见明显异常，双侧眼球内母细胞瘤，住院进一步检查，必要时化疗。王太友(王凤雅爷爷)称当时一个岁数大的医生说，手术不能做了，双眼摘了也保不住命，建议化疗。郑州复原眼科中心主任医师陈悦称“我们给家属说了有手术治疗、化疗、放疗，手术就是眼摘。家属不是很接受眼摘，我说不想眼摘的话就化疗。”家属并没有选择住院化疗。王太友称，当时医生说，不管手术还是化疗，谁也不能保证孩子能活多久。而且，住院要先交两万块钱，一个月做一个化疗，“我们拿不出这个钱，就回家筹钱。”
杨美芹及同村人认为癌症是治不好的病，周边患病邻居没有一个活下来了，杨梅亲熟知的一个癌症病人，临死时头部和腹部鼓的特别大，这是她对癌症的全部认识。
首都医科大学附属北京同仁医院总结了在 2005 年~2010 年间收治的 133 例患者，哪怕在眼外期，生存率（随访中位时间 27 个月）高达 90%。
记者咨询京儿童医院眼科的主任医生赵军阳，凤雅 11 月在郑州大学第一附属医院的会诊医生陈悦，湖南省儿童医院眼科主治医师邓姿峰，多数医生认为11月尽快规范治疗，保命可能性很大。北京儿童医院眼科主任医师赵军阳说，他的病人，五年生存率在 95% 以上，一般的大城市，国家正规医院五年生存率平均也达到 80%。但是由于王凤雅没有做病理检查，不能精确判断具体分期(通过CT‘面诊大致判断，11月应该是眼内期，3月之后眼球开始突出，进展到了眼外期)，治愈率、生存率数据很难套在王凤雅身上。在赵军阳医生收集的两百个死亡病例里，放弃治疗是最主要的死亡原因。
赵军阳估计不保眼方案，眼球摘除手术大概几千元，装一个假义眼1万多，化疗每次三四千加上所有住院费不会超过5000元，做4次，包含交通食宿5万元也够了。保眼治疗大概需要十几万。但是杨美芹年收入不到2万，并没有经济涟源支持王凤雅治疗。杨美芹的家庭地位，也让她没有任何主动性和能力去争取更多。
2017年11月，从郑州附属医院确诊离开后，王凤雅一直在南张楼村眼科诊所输消炎药。
2017年12月，飞飞到北京复查。复查费用由基金会承担，家属只需承担挂号费、路费。
2017年12月底至3月，王凤雅转回温良口村卫生室，输甘露醇（降低颅内压）、抗生素（消炎）和营养液。
春节开始，杨美芹开始在火山小视频发布视频筹款。
春节，王太友(王凤雅爷爷)自己拿出一部分外加从几个女儿筹钱，凑了十几万元给儿子买了辆小轿车。
2018年3月4日，杨美芹再次带王凤雅到太康县人民医院复查，王凤雅已经不吃饭了，右眼球已经明显突出，脑颅核磁共振发现癌细胞已经向脑颅扩散，且具有梗阻性脑积水。家属问孩子还能活几天，接诊医生张琴回答“我说不好”。张琴事后告诉记者，一般情况下，出现这种情况，可能是保不住命了，只能治疗延长生命，并称两次接诊均没有表示要采取保守治疗，只能是建议去大医院治疗。
京儿童医院眼科的主任医生赵军阳称，一旦发生颅内转移，病人生存率到不了20%-30。首都医科大学附属北京同仁医院总结了在 2005 年~2010 年间收治的 133 例患者，一旦突破眼球进入远处散播期，生存率仅有 26.08%。
2018年3月15日开始，王凤雅到张集镇卫生院住院，当时王凤雅比较烦躁，总是哭闹，也有发烧，但意识还比较清醒，会喊饿、不要输液。医院给与加营养、能量，发烧就治发烧，咳嗽就治咳嗽，尽量给孩子延长生命。
2018年3月15日至27日，王凤雅家属第二次通过水滴筹发起个人求助，筹款达2.3万多元时提前结束筹款提现，筹得捐款23316元。
2018年3月18日，上海大树公益收到志愿者求助，称 微信名“永远平安”(杨美芹微信)说孩子病了，需要扩散水滴筹筹款，但是诊断证明显示一直在镇医院治疗，未进行化疗，志愿者多次提出提供帮助未果。
2018年3月30日，王凤雅家属第三次通过水滴筹发起个人求助，由于筹款间隔太短及未能提供上次全部筹款使用单据，筹款被停止，捐款退回。
2018年4月5日，爱心人士马婵娟到达张凤雅家，和张凤雅家属协商安排张凤雅到北京治疗，称不用家属花钱，家属同意后当日出发。风雅爷爷称在高速路上马婵娟对着手机哈哈大笑两声后说“我终于把凤雅妈妈劝到北京啦”，随后王风雅爷爷开始怀疑“志愿者”，并发现马婵娟发了条“申请两万元紧急救助金”的朋友圈，并在微信群不停收红包，“100的200的都有”，风雅爷爷几乎确认马婵娟“有问题”。王厦称，马婵娟发的朋友圈是成功帮助风雅联系到相关救助基金支持，红包为其余爱心人士提供的差旅费。风雅爷爷不满马婵娟承诺“包救护车送风雅到北京”变成了普通火车软卧，并不满在郑州火车站小马消失1个多小时，当时天很冷，认为是马婵娟原因造成后期风雅发高烧。当时同行的爱心人士称，询问风雅主治医生及院长后，确认风雅有家人陪护，不需要救护车护送至北京，正常坐火车即可。郑州消失是需要归还租来的车。
2018年4月6日，风雅到北京儿童医院治疗，风雅爷爷称志愿者未能帮王凤雅挂上号，一开始用的是别人的住院卡，中午11点左右才在急诊科给王凤雅办上卡。当时医生告诉他“凤雅已经没有手术必要，身体也经不住化疗，医院也没床位提供给风雅进行保守治疗。”。爱心人士王厦称医生认为凤雅“不化疗的话治疗是没有意义的”。双方在急诊室发生争吵，往下提供视频里显示，小马告诉风雅爷爷已经联系好了北京另一家知名医院，医院同意接收，通过评估后可进行化疗。“她已经晚期了，再折腾就葬在这了。”风雅爷爷爆发。双方争执不下，最终互相威胁报警中不欢而散。风雅爷爷出去找诊所给孩子输液，输完液连夜包车回家了。
2018年4月7日，风雅爷爷称：7日风雅到家后发烧39°，由村诊所医生输液，当天下午到镇卫生院，医生称你们不要再来挂针了，回家吧，孩子不中了，就在村里输点营养液。
2018年4月8日，大树公益官方微博“小希望之树”发布寻人启事，寻找王凤雅。寻人启事称，王凤雅情况已经严重到危及生命。“4月6日，爱心妈妈帮她在北京联系了床位，但家属不顾小孩生死，强行抱着小孩跑了，孩子生死不明。”
2018年4月8日开始，上海大树公益服务支持中心官方微博@小希望之树、微博大V@作家陈岚开始在网上发布质疑消息，称在爱心人士强烈要求下，王凤雅家属于4月6日将孩子送去北京儿童医院，医生确定还有救时，杨美芹撒泼打闹，随后将孩子抱走。并提示有监控视频为证。一石激起千层浪，随后大量网友、自媒体加入质疑阵营。有称王凤雅家属筹集到15万元巨款，但未用在王凤雅治疗上。还有网友称，杨美芹2017年12月在水滴筹第一次筹款后一个月，朋友圈晒出一些医院的照片，是带着最小的孩子、唯一的儿子前往北京治疗唇腭裂，“重男轻女”。
2018年4月9日，在家输液的风雅突然脸色苍白，输不进液，送往太康县人民医院儿科重症病房抢救。杨美芹(风雅母亲)称医生问他要不要坚持治疗，她回答坚持，但医生说进一步治疗需要做脑CT看肿瘤有没有破裂，要拔掉氧气，孩子可能撑不到做完检查。如果孩子中途死亡的，就要送太平间直接火化。“医生还说，孩子可能撑不到明天了，这种情况，我只好放弃。如果进太平间火化，就什么都没有了，我想让她从家走。”杨美芹抱着王凤雅坐救护车回家。，在路上风雅又动了，风雅母亲赶紧带风雅回家输液。
2018年4月9日，志愿者在网络发布消息，称王凤雅已经死亡。当地警方介入调查后，确认王凤雅死亡消息不实。
2018年4月9日晚，太康县、张集镇妇联、公安、民政部门的人来家里查看情况，并让家属把孩子带到镇卫生院治疗。王凤雅当晚到镇卫生院，第二天上午在卫生院输液。
2018年4月10日，政府部门说服家属，把风雅转到县人民医院，但是县人民医院不收治，建议到河南省肿瘤医院。镇卫生院医生杨荣光称，当天到达河南省肿瘤医院、郑大医附属医院，都没有接收，当天又回家。当天转到郑州大学第一附属医院后，杨美芹说，值班医生告诉她，孩子只能进重症监护室，不能手术、也不能化疗，每天费用要一万多。如果去世了，同样要直接送太平间火化。“政府的工作人员说了，费用由他们出，但是，我一方面不好意思让他们承担这么多费用，另一方面还是想抱着活着的凤雅回家。于是决定不进重症监护室，连夜坐救护车回家。之后就送到镇卫生院治疗。”
张集镇文化服务中心主任吴玉杰这天也跟随家属前往郑大一附院，他证实，当时郑大一附院的值班医生还问家属和镇政府陪同人员，王凤雅已经是中晚期，为什么还送到他们医院？家属说，志愿者一直在网上质疑他们，他们承受舆论压力很大。一定要给孩子办住院。“我们镇里还拿了钱，准备给孩子垫医药费的。但医生说，如果实在要住院，只能进ICU，家属就把孩子抱回家了，怕孩子死在医院，直接火化，就见不到了。” 
2018年4月13日，大树公益工作人员白梦雪等三人来到张集卫生院看望王凤雅，并带来救助合同，希望家属能签字接受救助，大叔公益承诺带孩子到郑州就医，稳定后可根据专家建议到北京或上海就医，医疗资源、费用由大树公益负责，并提供家属住宿。但是后来大树公益改为到北京治疗风雅爷爷不接受离开郑州，在什么地方治疗都是进重症监护室，不能化疗不能手术，去郑州孩子能少受点罪，再有就是，我认为他们非要去北京上海，有他们利益的考虑，因为去北京上海能筹到更多钱。”王太友说。
大树公益称，13时30分，王凤雅奶奶突然抢走大树公益人员手机，并对其进行殴打。王太友称，风雅奶奶看到白梦雪再发微博，就抢下手机不让发，白梦雪抢回手机并推了风雅奶奶。太康县公安局宣传科张磊落称，白梦雪在玩手机，风雅奶奶以为又在拍视频，就抢夺手机，没有发生争执。
这次协商还是未有结果，大树公益人员离开了王家。
2018年5月4日，王凤雅去世。
2018年5月24日，公众号“有槽”文章《王凤雅小朋友之死》，文风犀利，称“5月4日上午，王凤雅小朋友永远摆脱了罪恶的父母，离开了人世”，将质疑推向顶点。澎湃新闻5月26日搜索发现，该文已被删除。
2018年5月25日，水滴筹官方发布声明称，杨美芹分别于2017年11月3日至29日、2018年3月15日至27日通过“水滴筹”平台发起两次个人求助，共有2249人次伸出援手，实际筹得款项35689元。上海大树公益服务机构在其官方微博发布声明，表示“虽然在爱心人士的呼吁下参与了救助，但此项目我机构未立项未筹款未拨款”。
2018年5月25日，王太友（风雅爷爷）在太康县张集镇民政所、水滴筹、媒体等人员的陪同下，前往河南省太康县民政局社会福利股将剩余捐款1301元捐给慈善组织，并提列出了一张花销明细：村级诊所1687元、村级诊所1910元、太康县人民医院2000元、郑大一附属医院300元、奶粉(含尿不湿)11000元、拍片费3000元、救护车费1400元、温良-太康-郑州-北京看病生活开销5000元、张集卫生院药费1500元、退烧药800元、张集住院48天生活费3500元、零食和衣服3500元、死后衣服蚊帐等1200元、郑大一附院病服和眼药等540元，合计37337元。
2018年9月4日，王凤雅爷爷王太友和王凤雅母亲杨美芹已在上海市闵行区人民法院起诉陈岚名誉侵权，当天，法院已经立案受理。北京盈科(上海)律师事务所律师施晓俊、陈伟峰代理此案。